# باول فريدريك فوستر
باول فريدريك فوستر (بالإنجليزية: Paul Frederick Foster)‏ هو ضابط أمريكي، ولد في 25 مارس 1889 في ويتشيتا في الولايات المتحدة، وتوفي في 30 يناير 1972.